# Norme générale et internationale de description archivistique
La Norme générale et internationale de description archivistique (ou, en anglais, International Standard Archival Description - General, communément désignée sous le sigle ISAD(G)) est un ensemble de règles publiées par le Conseil international des archives pour décrire des archives sur plusieurs niveaux afin de rédiger des instruments de recherche.

## Origine de la norme
Avant les années 1990, les archivistes tardent à élaborer des normes internationales de description. Ce n’est que dans les années 1980 que les archivistes canadiens et américains entament une volonté de normaliser leurs pratiques nationales en matière de description. Motivés par l’utilisation croissante des technologies de l’information et de l’informatique en réseau dans les services d’archives, les intentions des professionnels(les) ont été repris par le Conseil international des archives. Il y a donc l’élaboration de quatre normes de descriptions archivistiques distinctes et compatibles. Ces normes se définissent comme ceci-ci : ISAD(G) (norme générale et internationale de description archivistique), ISAAR(CPF) (norme internationale relative aux notices d’autorité archivistiques pour les collectivités, personnes et familles), ISDF (norme internationale pour la description des fonctions)  et ISDIAH (norme internationale pour la description des institutions de conservation). La première étape, une réunion d’experts tenues à Ottawa, en 1988. L’initiative du Conseil international des archives et des Archives nationales du Canada entame le processus d’élaboration des normes internationales de description archivistique.
La norme s'inspire des Règles pour la description des documents d'archives (RDDA) utilisées au Canada depuis 1990, laquelle s'inspire de la International Standard Bibliographic Description (ISBD) utilisée en bibliothéconomie.
La norme ISAD(G) a été publiée officiellement en 1994. La deuxième édition date de 1999.

## But et principes
Les quatre normes, ISAD(G), ISAAR(CPF), ISDF et ISDIAH ont le but de normaliser les pratiques descriptives, améliorer l’accessibilité des documents d’archives et aider les utilisateurs à mieux comprendre et interpréter les documents d’archives qu’ils utilisent. Avant le début de la croissance de l’intérêt pour l’Internet, les réseaux informatiques ont mis en évidence l’échange entre les informations sur les archives et le pouvoir de disposer d’outils permettant le partage des notices descriptives, autant sur le plan national qu’international.
L'objectif de la norme ISAD(G) est de permettre la recherche et l'échange d'informations sur le contenu et l'intérêt des fonds d'archives tant entre services d'archives qu'à destination des chercheurs, en assurant la rédaction de descriptions compatibles, pertinentes et explicites, et en permettant l'utilisation de données d'autorités communes pour rendre possible l'intégration de descriptions provenant de différents lieux de conservation.
Elle repose sur trois principes :
- validité du concept de fonds et donc du principe de respect des fonds ;
- correspondance entre les niveaux de classement et les niveaux de description ;
- liaison hiérarchique des descriptions d'un niveau à l'autre.

Chacun de ces principes permet un meilleur échange de l’information grâce à des descriptions compatibles et pertinentes. Le Conseil international des archives a une vision différente du troisième principe, liaison hiérarchique des descriptions d’un niveau à l’autre. Il définit ce principe par un procédé qui tient compte du général au particulier, la notion de hiérarchie est gardée mais le concept de général et particulier s’adonne mieux à la description du principe. Les principes de description sont tout de même indépendants des instruments des recherches, surtout en considérant une mise en place d’un système d’information manuel ou informatisé.

## Importance des normes générales et internationales de description archivistique
Les normes autour de la description archivistique endossent un rôle essentiel, car leur mise en œuvre répond parfaitement aux exigences de conformité, de structuration et de rationalisation attendues. Les normes de description, développe le Conseil international des archives, démontrent aux professionnels, comme les archivistes, un modèle de représentation des entités archivistiques. C’est-à-dire, que ces identités peuvent être reprises dans le but d’une conception de systèmes de description archivistique. Les principes fondamentaux de l’archivistique seront respectés et bonifier avec des concepts plus neufs comme la différenciation des composantes de la description archivistique. Ce modèle se caractérise par des règles de la description à plusieurs niveaux et la description séparée mais liée des archives et leur contexte de production.
La normalisation joue un rôle considérable dans l’emploi de norme qui définit la description archivistique, encore aujourd’hui les outils de recherche dans diverses milieux archivistiques se ressemblent mais divergent tout de même. Selon le bureau canadien des archivistes, le travail des professionnels serait grandement facilité si un système uniforme était adopté à l’échelle nationale. La normalisation des instruments de recherche passe notamment par du contenu d’une norme commune et précise, tant à propos de la description que de celle du support ou de la nature de documents.

## Contenu et structure

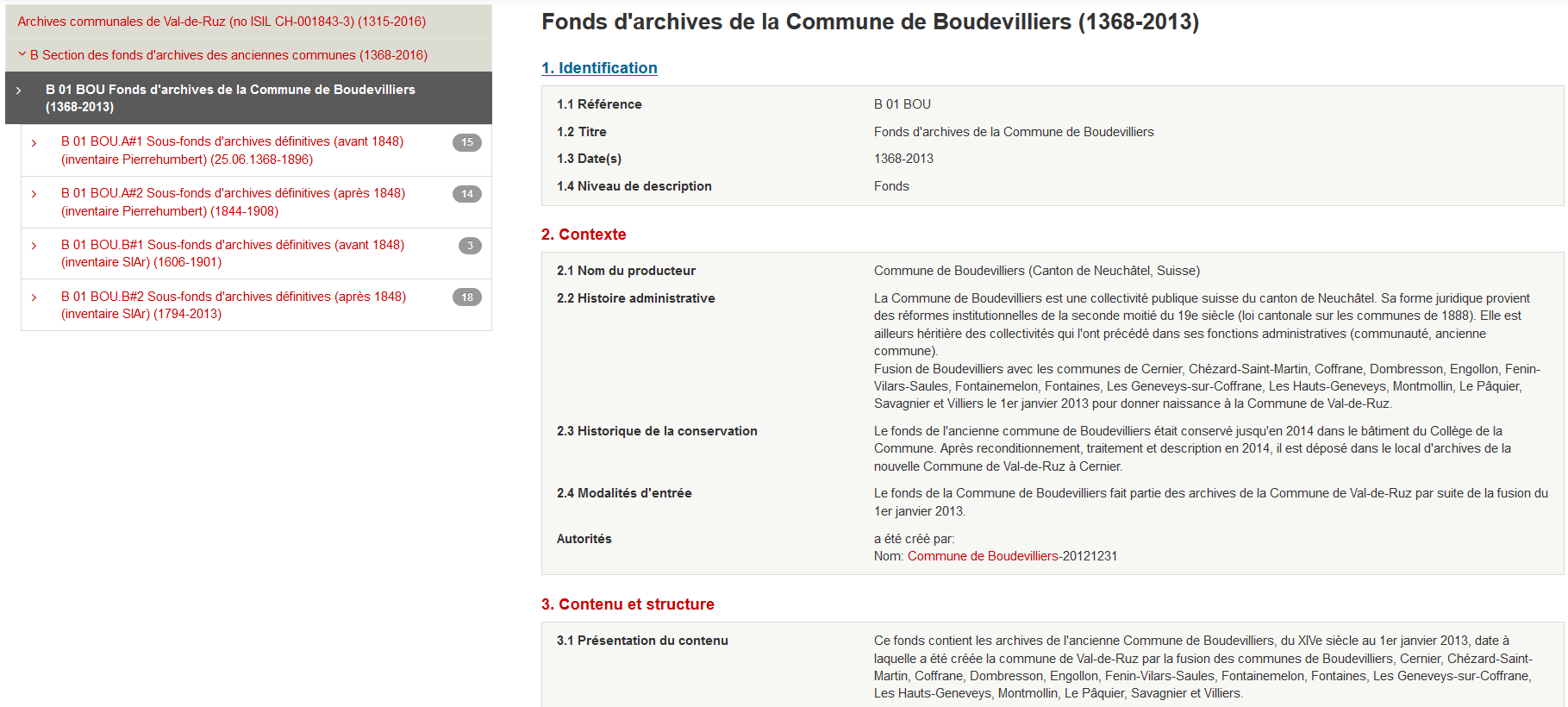
Instrument de recherche en archives d'après la norme ISAD(G) (logiciel docuteam webgate)

Elle comporte vingt-six éléments descriptifs dont la combinaison permet de décrire n'importe quelle unité archivistique (fonds d'archives, série organique, sous-série, pièce), mais seuls un petit nombre d'entre eux sont indispensables à toute description.

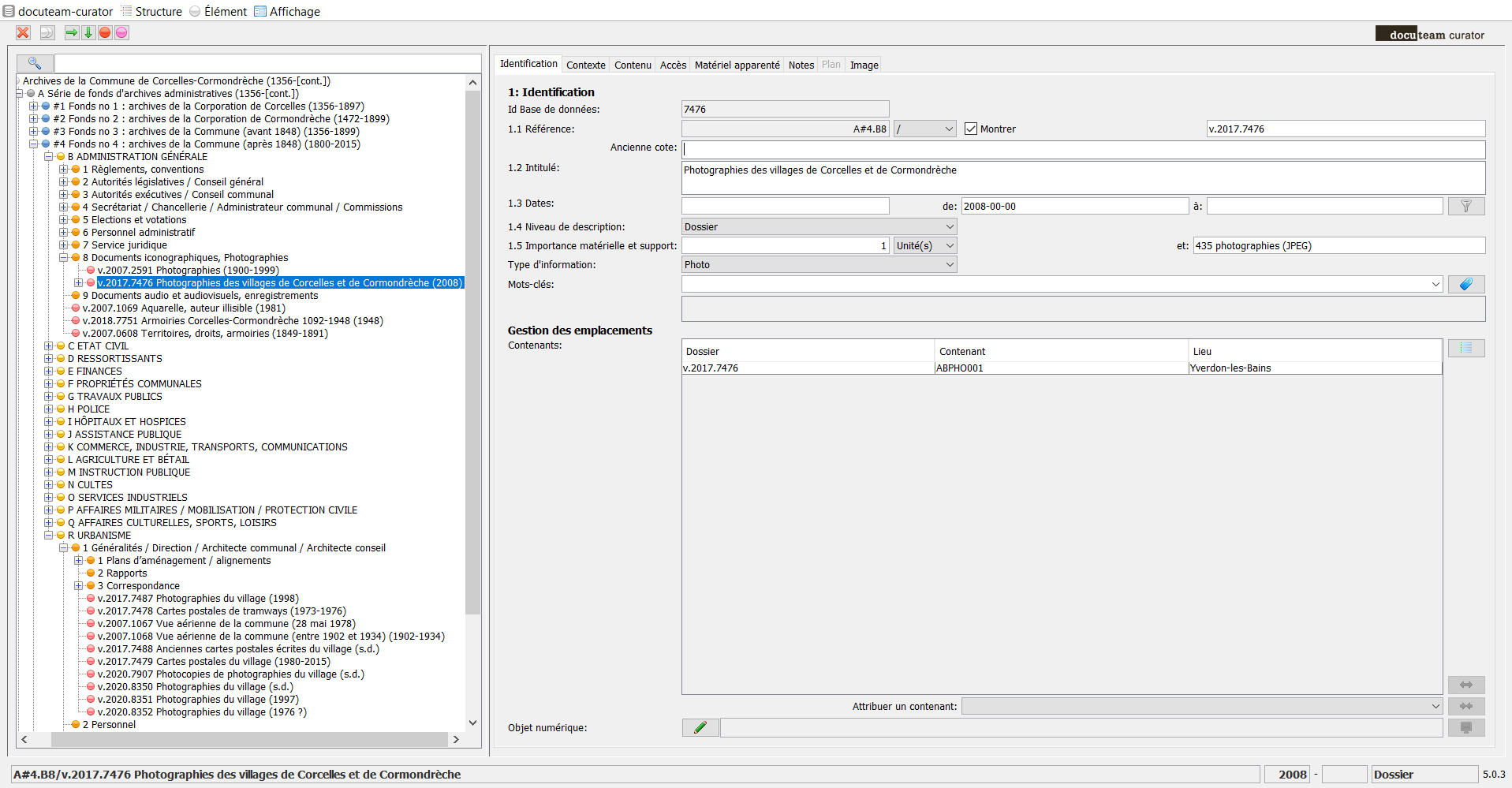
Partie d'un inventaire d'archives selon la norme ISAD(G) : zone d'identification (logiciel docuteam curator)

Ces éléments sont répartis en sept zones :
1. Identification : c'est la zone la plus importante, car elle comprend la référence (ou cote) de l'unité décrite, l'intitulé (ou titre) qui en résume le contenu, les dates extrêmes, le niveau de description choisi et des indications sur le volume de l'unité décrite (métrage linéaire, nombre de pièces, etc.) ;
2. Contexte : informations sur l'origine et la conservation de l'unité de description ;
3. Contenu : informations sur l'objet de l'unité de description et sur son classement ;
4. Conditions d'accès : informations sur les possibilités d'accès à l'unité de description ;
5. Sources complémentaires : informations sur les documents ayant un lien significatif avec l'unité de description
6. Notes : informations particulières qui n'ont pu être données dans aucune des autres zones ;
7. Contrôle de la description : informations précisant comment, quand et par qui la description a été effectuée.

Il est bien de mentionner que la numérotation des zones ne désigne pas les éléments dans un certain ordre, ils ne sont employés que pour faciliter les citations.
Seuls six de ces éléments sont considérés comme obligatoires dans une description archivistique.
1. La référence (ou cote)
2. L'intitulé (ou titre)
3. Le producteur
4. La ou les dates
5. L'importance matérielle (ou quantité)
6. Le niveau de description.

## Articulation avec d'autres règles
ISAD(G) est inspirée des RDDA utilisées au Canada, qui s'appuient elles-mêmes sur les règles de catalogage anglo-américaines utilisées en bibliothèque.
ISAD(G) permet de décrire des unités archivistiques telles que des fonds d'archives ou des documents d'archives (ou pièce selon la terminologie de la norme) et les liens entre les niveaux de descriptions.
En complément à cette norme, le Conseil international des archives a publié d'autres normes permettant de décrire les autorités productrices d'archives (la norme ISAAR(CPF)), les fonctions (la norme ICA-ISDF) et les services d'archives (la norme ICA-ISDIAH).
La norme ISAD(G) a un équivalent encodé en langage informatique XML sous la forme de XML-EAD pour faciliter le partage sur le web.
Une nouvelle norme de description intitulée Records in Contexts (RIC) réunit le contenu des normes ISAD(G), ISAAR(CPF), ISDF et ISDIAH et les principes du web des données pour permettre des descriptions sur la base de triplets RDF.
ISAD(G) ne traite pas de la gestion matérielle, de l'indexation et des règles d'écriture et du vocabulaire. La norme ne définit pas non plus les formats d'éditions.
Certaines directives institutionnelles ou régionales viennent préciser l'utilisation d'ISAD(G).